# Michael Nielsen
Michael Elmer Dahl Nielsen (ur. 11 lutego 1965 w Herstedvester) – duński piłkarz występujący na pozycji obrońcy.

## Kariera klubowa
Nielsen karierę rozpoczynał w sezonie 1984 w zespole Albertslund IF. W 1988 roku został graczem drugoligowego klubu BK Frem. W sezonie 1988 awansował z nim do pierwszej ligi. Zawodnikiem Fremu był przez trzy sezony.
W 1990 roku Nielsen przeszedł do francuskiego Lille OSC. W Division 1 zadebiutował 21 lipca 1990 w zremisowanym 2:2 meczu z FC Metz, a 28 marca 1992 w zremisowanym 3:3 pojedynku z SM Caen strzelił swojego pierwszego gola w Division 1. W Lille występował przez dwa sezony. W 1992 roku wrócił do Fremu, gdzie tym razem spędził jeden sezon.
W 1993 roku Nielsen przeszedł do FC Kopenhaga. Przez 10 sezonów gry dla tego klubu, dwa razy zdobył z nim mistrzostwo Danii (2001, 2003), a także dwa razy Puchar Danii (1995, 1997). W 2003 roku zakończył karierę.

## Kariera reprezentacyjna
W reprezentacji Danii Nielsen wystąpił jeden raz, 30 stycznia 1993 w zremisowanym 2:2 towarzyskim meczu ze Stanami Zjednoczonymi.